# 궁바오지딩
궁바오지딩(중국어 간체자: 宫保鸡丁, 정체자: 宮保雞丁, 병음: gōngbǎojīdīng, 한자음: 궁보계정, 한국 한자: 宮保鷄丁)은 닭고기를 땅콩, 고추, 채소 등과 함께 볶은 중국 요리이다. 쓰촨식 궁바오지딩에는 화자오도 쓰인다. 달짝지근하면서 매콤한 맛이 나는 가정식 요리이다. 궁바오지딩은 왕자를 가르치는 선생님을 뜻하는 궁바오(宫保)와 깍두기 모양으로 썬 지딩(鸡丁)을 합친 말이다.

## 유래
이 요리의 이야기는 청나라 때 산둥성 절도사, 쓰촨성 총독을 지냈던 정보정에서 유래되었다. 정보정은 고추를 특별히 좋아했는데 손님을 초대할 때는 꼭 매운 고추에 깍두기 모양으로 썬 지딩이라는 닭고기를 볶은 요리를 대접했다. 이후에 그는 쓰촨성으로 내려갔는데, 매운요리를 즐겨먹는 쓰촨 사람들은 그의 요리를 즐겨먹었고, 이 요리가 쓰촨에서 유행하게 되었다. 2품이상의 관직들은 궁보라는 칭호를 받았는데 사람들이 이 요리에 궁보라는 멋진 칭호를 붙여 궁바오지딩(궁보계정)이라고 부르기 시작했다.

## 만드는 법
- 재료: 닭고기, 건고추, 땅콩, 피망, 전분, 기름, 고추기름, 육수, 설탕, 치킨파우더, 굴소스, 간장 등
- 고기와 채소들을 썬 뒤 간장, 굴소스, 전분, 치킨파우더 등을 섞어만든 양념과 함께 땅콩을 넣고 볶는다.

## 참고 문헌
- 중국 가정식 요리 - 저자 : 유방녕 / 출판사 : 아홉번째 서재
- 중화 요리에 담긴 중국 - 저자 : 고광석 / 출판사 : 매일경제신문사